# Abdulrahman Ibrahim Ibn Sori
Abdul-Rahman ibn Ibrahima Sori (en arabe : عبد الرحمن ابن ابراهيم سوري ; 1762-1829) également appelé Abd ar Rahman de Mississipi, est un noble d'Afrique de l'Ouest et émir qui a été capturé dans sa ville natale de Timbo (alors capitale du Fouta-Djalon en Guinée) et vendu à des marchands d'esclaves aux États-unis en 1788. À la suite de la découverte de ses origines nobles, son maître Thomas Foster le surnomme « Le Prince », titre qu'Abdul Rahman portera jusqu'à ses derniers jours. Après avoir vécu quarante ans en esclavage, il a été libéré en 1828, par ordre du président américain, John Quincy Adams, et le secrétaire d'État, Henry Clay, à la demande du sultan du Maroc, Abderrahmane ben Hicham.

## Biographie
Abdul-Rahman ibn Ibrahim Sori est issu d'une famille peuls musulmane. Né en 1762, dans la ville de Timbo, située en actuelle Guinée, il est le fils de Almami Ibrahima Sory qui a unifié la confédération islamique du Fouta Djallon en 1776, en désignant Timbo comme capitale politique, où Abdul-Rahman a vécu et étudié le Coran. Il était instruit dans les sciences islamiques et pouvait parler au moins quatre langues Africaines différentes, en plus de l'arabe et de l'anglais et, en 1781, après avoir étudié dans le centre scientifique de Tombouctou, Abdul-Rahman rejoint les armées de son père. À l'âge de 26 ans, il devient émir de l'un des régiments qui ont conquis les terres des Bambaras. En 1788, son père le nomme à la tête d'une armée de deux-mille hommes dont la mission est de protéger la côte des rebelles qui attaquait les commerçants et de renforcer leurs intérêts économiques dans la région. C'est au cours de cette campagne militaire qu'Abdul-Rahman est capturé et réduit en esclavage par les chasseurs d'esclave. Il est vendu aux Britanniques, qui l'emmènent à Natchez (Mississippi), où il a travaillé sur la plantation de coton de Thomas Foster pendant plus de trente-huit ans, jusqu'à son émancipation. En 1794, il épouse Isabella, une autre esclave de Foster, avec qui il a cinq fils et quatre filles.
En utilisant sa connaissance de la culture du coton, acquise au Fouta Djallon, Abdul-Rahman atteint une position d'autorité sur la plantation et devient de facto contremaître. Cela lui permet de cultiver son propre potager et de vendre ses récoltes au marché local. Pendant ce temps, il fait retrouver le docteur John Cox, un chirurgien irlandais ayant servi sur un navire anglais et devenu le premier homme blanc à atteindre Timbo après avoir été abandonné par son équipage et ensuite tombé malade. Cox est resté sur la terre ferme pendant six mois et a été pris en charge par la famille de Abdul-Rahman, qui l'a chargé d'enseigner l'anglais à Abdul-Rahman. Cox propose alors à Foster de lui vendre « Le Prince », de sorte qu'il puisse revenir en Afrique. Foster refuse car Abdul-Rahman est devenu indispensable au bon fonctionnement de sa ferme. Le docteur Cox essaye jusqu'à sa mort, en 1829, de libérer Ibrahim. Après sa mort, son fils tente également de libérer Abdul-Rahman.
En 1826, Abdul-Rahman écrit une lettre à ses parents en Afrique. Un journaliste local, le Néerlandais Andrew Marschalk, envoie la lettre au sénateur du Mississippi Thomas Reed, qui la transmet au consulat des États-Unis au Maroc. Comme Abdul-Rahman a écrit en arabe, Marschalk et le gouvernement des États-Unis ont supposé qu'il était Maure. Après avoir pris connaissance de cette lettre, le sultan du Maroc Abderrahmane demande au président Adams et au secrétaire d'État Henry Clay la libération de Abdul-Rahman. En 1829, Thomas Foster convient de la libération d'Abdul-Rahman, sans paiement, à la condition qu'il retourne en Afrique et ne vive pas comme un homme libre en Amérique.
Avant de quitter les États-Unis, Abdul-Rahman et son épouse se rendent dans divers États ainsi qu'à Washington où ils rencontrent le président Adams. Abdul-Rahman sollicite des dons, par voie de presse, pour libérer le reste de sa famille retournée dans le Mississippi. La nouvelle arrive aux oreilles de Foster, qui y voit une violation de leur accord. La mise en liberté de Abdul-Rahman sera utilisée contre le président John Quincy Adams par son adversaire Andrew Jackson lors de l'élection présidentielle suivante.
Au bout de dix mois, Abdul-Rahman et Isabella ont récolté seulement la moitié des fonds nécessaires pour libérer leurs enfants et décident de partir pour Monrovia, au Liberia, sans leurs enfants. Quatre mois après son retour, Abdul-Rahman meurt à 67 ans de maladie, sans avoir revu le Fouta-Djalon.